# Новый Кзыл-Яр
Но́вый Кзыл-Яр (тат. Яңа Кызылъяр) — деревня в Агрызском районе Республики Татарстан России. Входит в состав Кудашевского сельского поселения.

## Этимология
Топоним произошёл от татарского слова «яңа» (новый) и ойконима «Кызылъяр» (Кзыл-Яр).

## Географическое положение
Деревня Новый Кзыл-Яр находится в северо-восточной части Татарстана, в Восточном Предкамье, на речке Юринка. Расположена на расстоянии 20 км к юго-западу от районного центра, города Агрыз и в 2 км к юго-востоку от ближайшего населённого пункта, центра поселения Кудашево.
Деревня Новый Кзыл-Яр, как и весь Татарстан, находится в часовой зоне МСК (московское время). Смещение применяемого времени относительно UTC составляет +3:00.

## История
В «Списке населённых мест Российской империи», изданном в 1876 году, населённый пункт упомянут как казённая деревня Казылъяр Новый 2-го стана Елабужского уезда Вятской губернии, при речке Юранке, расположенная в 83 верстах от уездного города Елабуга. В деревне насчитывалось 25 дворов и проживало 169 человек (86 мужчин и 83 женщины).
В 1887 году в деревне Новый Казыльяр Больше-Кибьинской волости Елабужского уезда проживало 298 татар (144 мужчин, 154 женщины), государственных крестьян в 55 дворах.
С июня 1921 года в составе Елабужского, с декабря — Агрызского , с 1924 — Елабужского кантона, с 1927 года — Агрызского района ТАССР(с 1 февраля 1963 года по 4 марта 1964 года — в Елабужском сельском районе).

## Население
| 1811 | 1859 | 1887 | 1905 | 1920 | 1926 | 1938 | 1958 | 1970 | 1989 | 2002 | 2010 | 2015 |
| ---- | ---- | ---- | ---- | ---- | ---- | ---- | ---- | ---- | ---- | ---- | ---- | ---- |
| 100  | 169  | 298  | 376  | 492  | 474  | 352  | 130  | 91   | 22   | 9    | 5    | 4    |

Национальный состав
Согласно результатам переписи 2002 года, в национальной структуре населения татары составили 100 %.

## Инфраструктура
До 2006 года работала свиноферма.
В деревне одна улица — Джалиля.